# Erich Lexer
Erich Lexer (Friburgo; 22 de mayo de 1867-Berlín; 4 de diciembre de 1937) fue un cirujano y profesor universitario alemán. Es uno de los pioneros de la cirugía plástica.
Estudió medicina en la Universidad de Würzburg, luego trabajó como asistente de Friedrich Sigmund Merkel en la Universidad de Gotinga (1891) y de Ernst von Bergmann en la Universidad Humboldt de Berlín (desde 1892). Posteriormente, fue profesor de cirugía en la Universidad Albertina de Königsberg (1905-1910), la Universidad Friedrich Schiller de Jena (1910-1919) y la Universidad Albert Ludwig de Freiburg (1919-1928). En 1928 sucedió a Ferdinand Sauerbruch en la clínica universitaria de Múnich (1928-1936).
Es recordado por su introducción de técnicas quirúrgicas asociadas con la cirugía plástica y estética. Se le atribuye su investigación pionera de la cirugía de estiramiento de la frente como un medio para disminuir los signos del envejecimiento en la parte superior de la cara. En 1921, fue pionero en una técnica de cirugía mamaplástica, procedimiento que luego se hizo popular en la década de 1950. A Lexer también se le acredita como el primer médico en abogar por la mastectomía subcutánea para el tratamiento de la enfermedad fibroquística del seno.
La Clínica Erich Lexer de Cirugía Estética-Plástica en el Centro Médico de Freiburg lleva su nombre en su honor.

## Obras publicadas
Fue el autor de un popular libro de texto quirúrgico, Lehrbuch der allgemeinen Chirurgie. Publicado por primera vez en 1904, se emitió en numerosas ediciones y también se tradujo al inglés. Otros escritos de Lexer incluyen:
- Die Ätiologie und Die Mikro-organismen Der Akuten Osteomielitis, 1897 – La etiología y los microorganismos asociados con la osteomielitis aguda.[7]
- Untersuchungen über Knochenarterien, 1904.[8]
- Die freien Transplantationen, 1924 – El trasplante "gratuito".[9]
- Die gesamte Wiederherstellungschirurgie, 1931 – La cirugía reconstructiva total.[10]